# Liste der Kulturdenkmäler in der Gesamtanlage Historische Altstadt
Die Liste der Kulturdenkmäler in der Gesamtanlage Historische Altstadt führt die in der Denkmaltopographie ausgewiesenen Kulturdenkmäler im Gebiet der Gesamtanlage historische Altstadt in der hessischen Kreisstadt Wetzlar auf. Die geschützten Objekte außerhalb dieser Gesamtanlage finden sich in der Liste der Kulturdenkmäler in Wetzlar.
| Bild                               | Bezeichnung                                                             | Lage | Beschreibung                                                                                    | Bauzeit | Objekt-Nr. |
| ---------------------------------- | ----------------------------------------------------------------------- | --- | ----------------------------------------------------------------------------------------------- | ------- | ---------- |
| weitere Bilder                     | Gesamtanlage 1: Historische Altstadt                                    | Lage |                                                                                                 |         | 25236 DDB  |
| Bild gesucht BW                    | Reste der ehemaligen Stadtmauer, Stützmauern und Parzelleneinfriedungen | Lage |                                                                                                 |         | 24963 DDB  |
| weitere Bilder                     |                                                                         | Abelsgasse 2 LageFlur: 14, Flurstück: 267/4                                                                      |                                                                                                 |         | 24455 DDB  |
| weitere Bilder                     | Hinterhaus Kornmarkt 15                                                 | Abelsgasse ohne Nummer LageFlur: 14, Flurstück: 127/1                                                            | siehe Kornmarkt 15                                                                              |         | 24900      |
| weitere Bilder                     |                                                                         | Arnsburger Gasse 6 LageFlur: 14, Flurstück: 515/81; 519/81                                                       |                                                                                                 |         | 24472 DDB  |
|                                    |                                                                         | Barfüßerstraße Lage                                                                                              | siehe Barfüßer Straße 4                                                                         |         | 24494      |
|                                    |                                                                         | Barfüßerstraße 4 LageFlur: 16, Flurstück: 147; 148/2                                                             |                                                                                                 |         | 24494 DDB  |
|                                    |                                                                         | Barfüßerstraße 5 LageFlur: 16, Flurstück: 188                                                                    |                                                                                                 |         | 24495 DDB  |
|                                    |                                                                         | Barfüßerstraße 6 LageFlur: 16, Flurstück: 148/3                                                                  |                                                                                                 |         | 24497 DDB  |
|                                    |                                                                         | Barfüßerstraße 8 LageFlur: 16, Flurstück: 154                                                                    |                                                                                                 |         | 24499 DDB  |
| Bild gesucht BW                    |                                                                         | Baugasse 3 LageFlur: 15, Flurstück: 44/1                                                                         |                                                                                                 |         | 24502 DDB  |
| Bild gesucht BW                    |                                                                         | Baugasse 5 LageFlur: 15, Flurstück: 45/1                                                                         |                                                                                                 |         | 24504 DDB  |
| Bild gesucht BW                    |                                                                         | Bebelplatz 1 LageFlur: 15, Flurstück: 63/2                                                                       |                                                                                                 |         | 30036 DDB  |
|                                    |                                                                         | Blaunonnengasse 3 LageFlur: 14, Flurstück: 313                                                                   | siehe Entengasse 6                                                                              |         | 24684 DDB  |
|                                    |                                                                         | Blaunonnengasse 5 LageFlur: 14, Flurstück: 312                                                                   |                                                                                                 |         | 24539 DDB  |
| weitere Bilder                     |                                                                         | Blaunonnengasse 9 LageFlur: 14, Flurstück: 306/1                                                                 |                                                                                                 |         | 24536 DDB  |
|                                    |                                                                         | Blaunonnengasse 11 LageFlur: 14, Flurstück: 302/2                                                                |                                                                                                 |         | 24535 DDB  |
| Gebäude rechts                     | Wohnhaus                                                                | Brodschirm 2 LageFlur: 14, Flurstück: 333                                                                        | Fachwerkhaus                                                                                    |         | 24549 DDB  |
| Gebäude in Bildmitte               | Wohnhaus                                                                | Brodschirm 4 LageFlur: 14, Flurstück: 449/334                                                                    | Fachwerkhaus                                                                                    |         | 24551 DDB  |
| Wohnhaus                           | Wohnhaus                                                                | Brodschirm 6 LageFlur: 14, Flurstück: 335; 336                                                                   | Fachwerkhaus, Wandständerbau aus dem Jahr 1356                                                  |         | 24553 DDB  |
| weitere Bilder                     |                                                                         | Domplatz 1 LageFlur: 14, Flurstück: 109                                                                          |                                                                                                 |         | 24626 DDB  |
| weitere Bilder                     |                                                                         | Domplatz 2 LageFlur: 14, Flurstück: 107/1                                                                        |                                                                                                 |         | 24627 DDB  |
| weitere Bilder                     | Hauptwache                                                              | Domplatz 3 LageFlur: 14, Flurstück: 106                                                                          |                                                                                                 |         | 24628 DDB  |
| weitere Bilder                     | Wetzlarer Dom                                                           | Domplatz 4 LageFlur: 15, Flurstück: 24                                                                           | Ehemalige Stiftskirche St. Marien                                                               |         | 24629 DDB  |
| weitere Bilder                     |                                                                         | Domplatz 5 LageFlur: 15, Flurstück: 50/1                                                                         |                                                                                                 |         | 24630 DDB  |
| weitere Bilder                     |                                                                         | Domplatz 6 LageFlur: 15, Flurstück: 49/1                                                                         |                                                                                                 |         | 30027      |
|                                    |                                                                         | Domplatz 7 LageFlur: 15, Flurstück: 43/1                                                                         |                                                                                                 |         | 24631 DDB  |
| weitere Bilder                     | Altes Rathaus                                                           | Domplatz 8 LageFlur: 15, Flurstück: 42/1                                                                         |                                                                                                 |         | 24632 DDB  |
| weitere Bilder                     |                                                                         | Domplatz 9 LageFlur: 15, Flurstück: 37/1                                                                         |                                                                                                 |         | 24633 DDB  |
|                                    |                                                                         | Domplatz 10 LageFlur: 15, Flurstück: 36/1                                                                        |                                                                                                 |         | 24625 DDB  |
| weitere Bilder                     |                                                                         | Domplatz 11 LageFlur: 15, Flurstück: 27/1                                                                        |                                                                                                 |         | 24635 DDB  |
| weitere Bilder                     |                                                                         | Domplatz 17 LageFlur: 14, Flurstück: 316/1                                                                       |                                                                                                 |         | 24636 DDB  |
| weitere Bilder                     | Brunnen                                                                 | Domplatz LageFlur: 14, Flurstück: 368/8                                                                          |                                                                                                 |         | 30028 DDB  |
| weitere Bilder                     |                                                                         | Eisenmarkt 2 LageFlur: 14, Flurstück: 347                                                                        |                                                                                                 |         | 24652 DDB  |
| Gebäude rechts mit Schieferfassade |                                                                         | Eisenmarkt 3 LageFlur: 14, Flurstück: 346/1                                                                      |                                                                                                 |         | 24654 DDB  |
| Gebäude in Bildmitte               |                                                                         | Eisenmarkt 4 LageFlur: 14, Flurstück: 345/2                                                                      |                                                                                                 |         | 24655      |
| weitere Bilder                     |                                                                         | Eisenmarkt 5 LageFlur: 14, Flurstück: 344/4                                                                      |                                                                                                 |         | 24656      |
| weitere Bilder                     |                                                                         | Eisenmarkt 6 LageFlur: 14, Flurstück: 343/1                                                                      |                                                                                                 |         | 24657 DDB  |
| weitere Bilder                     |                                                                         | Eisenmarkt 7 LageFlur: 14, Flurstück: 238/1                                                                      |                                                                                                 |         | 24658 DDB  |
| weitere Bilder                     | Zur Alten Münz                                                          | Eisenmarkt 9 LageFlur: 14, Flurstück: 581/237                                                                    |                                                                                                 |         | 24659 DDB  |
|                                    |                                                                         | Eisenmarkt 10 LageFlur: 16, Flurstück: 41                                                                        |                                                                                                 |         | 24660 DDB  |
|                                    |                                                                         | Eisenmarkt 11 LageFlur: 16, Flurstück: 40/1                                                                      |                                                                                                 |         | 24661 DDB  |
| Bild gesucht BW                    |                                                                         | Engelsgasse LageFlur: 14, Flurstück: 262                                                                         | Bruchsteinmauer und Gewölbekeller                                                               |         | 25265 DDB  |
| weitere Bilder                     |                                                                         | Engelsgasse 1 LageFlur: 14, Flurstück: 266/1                                                                     |                                                                                                 |         | 29866 DDB  |
| weitere Bilder                     | Zum Reichsapfel                                                         | Engelsgasse 2 LageFlur: 14, Flurstück: 291/1                                                                     |                                                                                                 |         | 29867 DDB  |
|                                    |                                                                         | Engelsgasse 3 LageFlur: 14, Flurstück: 267/1                                                                     |                                                                                                 |         | 29868 DDB  |
| weitere Bilder                     |                                                                         | Engelsgasse 5 LageFlur: 14, Flurstück: 265/2                                                                     | Geburtshaus Karl von Abels.                                                                     |         | 29869 DDB  |
|                                    |                                                                         | Engelsgasse 8/10 LageFlur: 14, Flurstück: 250; 253                                                               |                                                                                                 |         | 29864 DDB  |
| weitere Bilder                     |                                                                         | Engelsgasse 12/14 LageFlur: 14, Flurstück: 254; 255                                                              |                                                                                                 |         | 29865 DDB  |
| weitere Bilder                     |                                                                         | Engelsgasse 16 LageFlur: 14, Flurstück: 256                                                                      |                                                                                                 |         | 24675 DDB  |
| weitere Bilder                     |                                                                         | Engelsgasse 18 (Sandgasse 21) LageFlur: 14, Flurstück: 257/1                                                     |                                                                                                 |         | 24676 DDB  |
| weitere Bilder                     |                                                                         | Engelsgasse 20 LageFlur: 14, Flurstück: 261                                                                      |                                                                                                 |         | 24677 DDB  |
| weitere Bilder                     |                                                                         | Engelsgasse 22 LageFlur: 14, Flurstück: 263                                                                      |                                                                                                 |         | 24678 DDB  |
|                                    |                                                                         | Entengasse 2 LageFlur: 14, Flurstück: 315                                                                        |                                                                                                 |         | 24682 DDB  |
| Gebäude in Bildmitte               |                                                                         | Entengasse 4 LageFlur: 14, Flurstück: 314                                                                        |                                                                                                 |         | 24683      |
|                                    |                                                                         | Entengasse 6 LageFlur: 14, Flurstück: 313                                                                        |                                                                                                 |         | 24684 DDB  |
|                                    |                                                                         | Entengasse 8 LageFlur: 14, Flurstück: 310                                                                        |                                                                                                 |         | 24685 DDB  |
|                                    |                                                                         | Entengasse 20 LageFlur: 14, Flurstück: 298                                                                       |                                                                                                 |         | 24686 DDB  |
|                                    |                                                                         | Eselsberg 1 LageFlur: 16, Flurstück: 2/3                                                                         |                                                                                                 |         | 24701 DDB  |
|                                    |                                                                         | Eselsberg 2 LageFlur: 16, Flurstück: 1/1                                                                         |                                                                                                 |         | 24702 DDB  |
|                                    |                                                                         | Eselsberg 7 LageFlur: 8, Flurstück: 28                                                                           |                                                                                                 |         | 24703 DDB  |
| Bild gesucht BW                    |                                                                         | Eselsberg 8 LageFlur: 8, Flurstück: 29/1                                                                         |                                                                                                 |         | 24704 DDB  |
|                                    |                                                                         | Fischmarkt 2 LageFlur: 14, Flurstück: 331                                                                        |                                                                                                 |         | 24706 DDB  |
|                                    |                                                                         | Fischmarkt 4 LageFlur: 14, Flurstück: 456/338                                                                    |                                                                                                 |         | 24707 DDB  |
| Bild gesucht BW                    |                                                                         | Fischmarkt 5 LageFlur: 14, Flurstück: 456/338                                                                    |                                                                                                 |         | 24708 DDB  |
|                                    |                                                                         | Fischmarkt 7 LageFlur: 14, Flurstück: 351/1                                                                      |                                                                                                 |         | 24709 DDB  |
|                                    |                                                                         | Fischmarkt 8 LageFlur: 14, Flurstück: 351/2                                                                      |                                                                                                 |         | 30030 DDB  |
|                                    |                                                                         | Fischmarkt 8a LageFlur: 14, Flurstück: 352                                                                       |                                                                                                 |         | 30031 DDB  |
|                                    |                                                                         | Fischmarkt 8b LageFlur: 14, Flurstück: 353                                                                       |                                                                                                 |         | 30032 DDB  |
|                                    |                                                                         | Fischmarkt 9 LageFlur: 14, Flurstück: 357/1                                                                      |                                                                                                 |         | 24714 DDB  |
|                                    |                                                                         | Fischmarkt 10 LageFlur: 14, Flurstück: 358/1                                                                     |                                                                                                 |         | 24715 DDB  |
|                                    |                                                                         | Fischmarkt 11 LageFlur: 14, Flurstück: 359/1                                                                     |                                                                                                 |         | 24716 DDB  |
|                                    |                                                                         | Fischmarkt 12 LageFlur: 14, Flurstück: 360/1                                                                     |                                                                                                 |         | 24717 DDB  |
| Reichskammergericht                | Reichskammergericht                                                     | Fischmarkt 13 (Schwarzadlergasse 1) LageFlur: 14, Flurstück: 361/1; 361/3                                        | 14. Jh. bis 1693 Rathaus. 1693 bis 1806 Sitz und ab 1756 auch Kanzlei des Reichskammergerichts. |         | 30033 DDB  |
| Bild gesucht BW                    |                                                                         | Gewandsgasse 21 LageFlur: 14, Flurstück: 282/2                                                                   |                                                                                                 |         | 24765 DDB  |
| weitere Bilder                     |                                                                         | Gewandsgasse 6 LageFlur: 14, Flurstück: 302/2                                                                    |                                                                                                 |         | 25254 DDB  |
| weitere Bilder                     | Michaelskapelle                                                         | Goethestraße 1 LageFlur: 15, Flurstück: 25                                                                       |                                                                                                 |         | 24769 DDB  |
|                                    |                                                                         | Goethestraße 2 LageFlur: 14, Flurstück: 99/1                                                                     |                                                                                                 |         | 24770 DDB  |
| weitere Bilder                     |                                                                         | Goethestraße 3 LageFlur: 15, Flurstück: 91/11                                                                    |                                                                                                 |         | 24771 DDB  |
| weitere Bilder                     | Kindergarten                                                            | Goethestraße 4 LageFlur: 14, Flurstück: 98/1                                                                     |                                                                                                 |         | 24772 DDB  |
| weitere Bilder                     |                                                                         | Goethestraße 8 LageFlur: 14, Flurstück: 504/72                                                                   |                                                                                                 |         | 24773 DDB  |
|                                    |                                                                         | Goethestraße 13 LageFlur: 15, Flurstück: 6                                                                       |                                                                                                 |         | 24774 DDB  |
| Bild gesucht BW                    |                                                                         | Güllgasse 1 LageFlur: 16, Flurstück: 137/4 (auf einer Parzelle mit Rahmengasse 1)                                |                                                                                                 |         | 29876 DDB  |
| weitere Bilder                     |                                                                         | Güllgasse 7 LageFlur: 16, Flurstück: 126/1                                                                       |                                                                                                 |         | 24778 DDB  |
| weitere Bilder                     |                                                                         | Güllgasse 9 LageFlur: 16, Flurstück: 123/2                                                                       |                                                                                                 |         | 24779 DDB  |
| weitere Bilder                     |                                                                         | Güllgasse 12 LageFlur: 16, Flurstück: 77/5                                                                       |                                                                                                 |         | 24780 DDB  |
| weitere Bilder                     |                                                                         | Güllgasse 13 LageFlur: 16, Flurstück: 122/1                                                                      |                                                                                                 |         | 24973 DDB  |
|                                    |                                                                         | Güllgasse 14a–c LageFlur: 16, Flurstück: 81/2                                                                    |                                                                                                 |         | 24781 DDB  |
| weitere Bilder                     |                                                                         | Güllgasse 17 LageFlur: 16, Flurstück: 470/117                                                                    |                                                                                                 |         | 24782 DDB  |
| weitere Bilder                     |                                                                         | Güllgasse 21 LageFlur: 16, Flurstück: 114/1                                                                      |                                                                                                 |         | 24783 DDB  |
| weitere Bilder                     |                                                                         | Güllgasse 23 LageFlur: 16, Flurstück: 114/1 (zusammen mit Nr. 21)                                                |                                                                                                 |         | 24784 DDB  |
|                                    |                                                                         | Güllgasse 27 LageFlur: 16, Flurstück: 110/2                                                                      |                                                                                                 |         | 24785 DDB  |
|                                    |                                                                         | Gürtlergasse 3 LageFlur: 16, Flurstück: 91                                                                       |                                                                                                 |         | 24787 DDB  |
| weitere Bilder                     |                                                                         | Gürtlergasse 4 LageFlur: 16, Flurstück: 555/93                                                                   |                                                                                                 |         | 24788 DDB  |
| weitere Bilder                     |                                                                         | Gürtlergasse 5 LageFlur: 16, Flurstück: 85                                                                       |                                                                                                 |         | 24789 DDB  |
|                                    |                                                                         | Hammelskopf ohne Nummer LageFlur: 16, Flurstück: 59/1                                                            |                                                                                                 |         | 30035 DDB  |
| Bild gesucht BW                    | Historische Erdmauern                                                   | Hauser Gasse, Hauser Gasse 26, Bebelplatz 1, Bebelplatz LageFlur: 8, 15, Flurstück: 44/5, 62/3, 63/1, 63/2, 63/3 |                                                                                                 |         | 24815 DDB  |
|                                    |                                                                         | Hauser Gasse 16 LageFlur: 15, Flurstück: 48/2                                                                    |                                                                                                 |         | 24802 DDB  |
| Altes Rathaus                      | Altes Rathaus                                                           | Hauser Gasse 17 LageFlur: 8, Flurstück: 82/14                                                                    |                                                                                                 |         | 24803 DDB  |
| weitere Bilder                     | Von Ingelheim’sches Palais                                              | Hauser Gasse 19 LageFlur: 8, Flurstück: 62/13                                                                    |                                                                                                 |         | 24804 DDB  |
| weitere Bilder                     | Haus zur Sternwarte                                                     | Hauser Gasse 20 LageFlur: 15, Flurstück: 54/1                                                                    |                                                                                                 |         | 24805 DDB  |
| weitere Bilder                     |                                                                         | Hauser Gasse 21 LageFlur: 8, Flurstück: 62/13                                                                    |                                                                                                 |         | 24806 DDB  |
| weitere Bilder                     |                                                                         | Hauser Gasse 24 LageFlur: 15, Flurstück: 59/1                                                                    |                                                                                                 |         | 24807 DDB  |
|                                    |                                                                         | Hauser Gasse 25 LageFlur: 8, Flurstück: 10/1                                                                     |                                                                                                 |         | 24808 DDB  |
|                                    |                                                                         | Hauser Gasse 26 LageFlur: 15, Flurstück: 62/1                                                                    |                                                                                                 |         | 24809 DDB  |
|                                    |                                                                         | Hauser Gasse 27 LageFlur: 8, Flurstück: 9/1                                                                      |                                                                                                 |         | 24810 DDB  |
|                                    |                                                                         | Hauser Gasse 28–30 (Bebelplatz 1) LageFlur: 15, Flurstück: 125/64                                                |                                                                                                 |         | 30036 DDB  |
| Bild gesucht BW                    |                                                                         | Hausertorstraße 34 LageFlur: 15, Flurstück: 114/1                                                                |                                                                                                 |         | 24818 DDB  |
| Bild gesucht BW                    |                                                                         | Hausertorstraße 36 LageFlur: 9, Flurstück: 42/1                                                                  |                                                                                                 |         | 24819 DDB  |
| Aldefeld’sches Haus                | Aldefeld’sches Haus                                                     | Hausertorstraße 42 LageFlur: 9, Flurstück: 3/2                                                                   |                                                                                                 |         | 25256 DDB  |
| Bild gesucht BW                    |                                                                         | Hausertorstraße 43 LageFlur: 2, Flurstück: 360/172                                                               |                                                                                                 |         | 24821 DDB  |
| Bild gesucht BW                    |                                                                         | Hausertorstraße 46 LageFlur: 10, Flurstück: 13/1                                                                 |                                                                                                 |         | 24822 DDB  |
|                                    |                                                                         | Hausertorstraße 47/49 LageFlur: 2, Flurstück: 369/172, 368/186, 367/186, 169/1                                   |                                                                                                 |         | 24824 DDB  |
| Jägerdenkmal                       | Jägerdenkmal                                                            | Hausertorstraße ohne Nunner LageFlur: 9, Flurstück: 1/7                                                          |                                                                                                 |         | 25263 DDB  |
|                                    |                                                                         | Hinter der Stadtmauer 7 LageFlur: 16, Flurstück: 182                                                             |                                                                                                 |         | 24853 DDB  |
|                                    |                                                                         | Hinter der Stadtmauer 9 LageFlur: 16, Flurstück: 176/2                                                           |                                                                                                 |         | 24854 DDB  |
|                                    |                                                                         | Hinter der Stadtmauer 12 LageFlur: 16, Flurstück: 191/1                                                          |                                                                                                 |         | 24836 DDB  |
| weitere Bilder                     |                                                                         | Hofstatt 5 LageFlur: 14, Flurstück: 558/229                                                                      |                                                                                                 |         | 24850 DDB  |
| weitere Bilder                     |                                                                         | Hofstatt 7 LageFlur: 14, Flurstück: 225                                                                          |                                                                                                 |         | 24851 DDB  |
| weitere Bilder                     |                                                                         | Hofstatt 8 LageFlur: 16, Flurstück: 222                                                                          |                                                                                                 |         | 24852 DDB  |
| weitere Bilder                     |                                                                         | Hofstatt 10 LageFlur: 16, Flurstück: 223/5                                                                       |                                                                                                 |         | 24844 DDB  |
| weitere Bilder                     |                                                                         | Hofstatt 13 LageFlur: 14, Flurstück: 201                                                                         |                                                                                                 |         | 24845 DDB  |
| weitere Bilder                     |                                                                         | Hofstatt 15 LageFlur: 14, Flurstück: 472/200                                                                     |                                                                                                 |         | 24846 DDB  |
| weitere Bilder                     |                                                                         | Hofstatt 17 LageFlur: 14, Flurstück: 197                                                                         |                                                                                                 |         | 24847 DDB  |
| weitere Bilder                     | Avemannsches Haus                                                       | Hofstatt 19 LageFlur: 14, Flurstück: 196                                                                         |                                                                                                 |         | 24848 DDB  |
| weitere Bilder                     |                                                                         | Jäcksburg 11 LageFlur: 14, Flurstück: 579/170                                                                    |                                                                                                 |         | 24857 DDB  |
|                                    |                                                                         | Jäcksburg 13 LageFlur: 14, Flurstück: 580/171                                                                    |                                                                                                 |         | 24858 DDB  |
| weitere Bilder                     |                                                                         | Jäcksburg 15 LageFlur: 14, Flurstück: 172                                                                        |                                                                                                 |         | 24859 DDB  |
| weitere Bilder                     |                                                                         | Jäcksburg 19 LageFlur: 14, Flurstück: 179/1                                                                      |                                                                                                 |         | 24860 DDB  |
| weitere Bilder                     |                                                                         | Jäcksburg 21 LageFlur: 14, Flurstück: 178/1                                                                      |                                                                                                 |         | 24861 DDB  |
| weitere Bilder                     |                                                                         | Kalergasse 3 LageFlur: 14, Flurstück: 68/1                                                                       |                                                                                                 |         | 24867 DDB  |
|                                    |                                                                         | Kirchgasse 1 LageFlur: 15, Flurstück: 12/1                                                                       |                                                                                                 |         | 24874 DDB  |
| Bild gesucht BW                    | ehemalige Stiftsdechanei                                                | Kirchgasse 2 LageFlur: 15, Flurstück: 15/1                                                                       |                                                                                                 |         | 24875 DDB  |
| Gertrudishaus                      | Gertrudishaus                                                           | Kirchgasse 4 LageFlur: 15, Flurstück: 104/17; 82/16                                                              |                                                                                                 |         | 24876 DDB  |
| weitere Bilder                     | Villa Emilie                                                            | Konrad-Adenauer-Promenade 1 LageFlur: 11, Flurstück: 107/2                                                       |                                                                                                 |         | 24880 DDB  |
|                                    |                                                                         | Konrad-Adenauer-Promenade 2 LageFlur: 14, Flurstück: 6/1                                                         |                                                                                                 |         | 24881 DDB  |
|                                    |                                                                         | Konrad-Adenauer-Promenade 2a LageFlur: 14, Flurstück: 4/1                                                        |                                                                                                 |         | 24882 DDB  |
| weitere Bilder                     |                                                                         | Konrad-Adenauer-Promenade 4 LageFlur: 14, Flurstück: 7/1                                                         |                                                                                                 |         | 24883 DDB  |
| weitere Bilder                     |                                                                         | Konrad-Adenauer-Promenade 7 LageFlur: 11, Flurstück: 98/3                                                        |                                                                                                 |         | 24884 DDB  |
| weitere Bilder                     |                                                                         | Konrad-Adenauer-Promenade 10 LageFlur: 14, Flurstück: 585/11                                                     |                                                                                                 |         | 24885 DDB  |
|                                    |                                                                         | Konrad-Adenauer-Promenade 19 LageFlur: 12, Flurstück: 350/44                                                     |                                                                                                 |         | 24886 DDB  |
|                                    |                                                                         | Konrad-Adenauer-Promenade ohne Nummer LageFlur: 11, Flurstück: 109/1; 48/2                                       |                                                                                                 |         | 24887 DDB  |
| weitere Bilder                     | Palais Papius                                                           | Kornblumengasse 1 LageFlur: 14, Flurstück: 185                                                                   |                                                                                                 |         | 24889 DDB  |
| weitere Bilder                     |                                                                         | Kornblumengasse 3 LageFlur: 16, Flurstück: 225/3                                                                 |                                                                                                 |         | 24890 DDB  |
| (früher Zuckergasse)               | (früher Zuckergasse)                                                    | Kornblumengasse 6 LageFlur: 16, Flurstück: 214                                                                   |                                                                                                 |         | 24891 DDB  |
|                                    |                                                                         | Kornblumengasse 11 LageFlur: 16, Flurstück: 230/6                                                                |                                                                                                 |         | 24892 DDB  |
| weitere Bilder                     |                                                                         | Kornmarkt 2 LageFlur: 14, Flurstück: 87/1                                                                        |                                                                                                 |         | 24894 DDB  |
| weitere Bilder                     |                                                                         | Kornmarkt 3 LageFlur: 14, Flurstück: 135/1                                                                       |                                                                                                 |         | 24895 DDB  |
| weitere Bilder                     | Zum römischen Kaiser                                                    | Kornmarkt 5 LageFlur: 14, Flurstück: 554/134                                                                     | Theater-, Ball- und Gasthaus. Errichtet 1767, neu erbaut 1977.                                  |         | 24896 DDB  |
|                                    |                                                                         | Kornmarkt 8 LageFlur: 14, Flurstück: 460/90                                                                      | Fachwerk-Doppelhaus, bauliche Einheit mit Hausnr. 10                                            |         | 24897 DDB  |
|                                    |                                                                         | Kornmarkt 10 LageFlur: 14, Flurstück: 460/90                                                                     | Fachwerk-Doppelhaus, bauliche Einheit mit Hausnr. 8                                             |         | 24898 DDB  |
|                                    |                                                                         | Kornmarkt 12 LageFlur: 14, Flurstück: 91                                                                         |                                                                                                 |         | 24899 DDB  |
| weitere Bilder                     |                                                                         | Kornmarkt 15 LageFlur: 14, Flurstück: 127/1                                                                      |                                                                                                 |         | 24900 DDB  |
| Brunnen                            | Brunnen                                                                 | Kornmarkt ohne Nummer LageFlur: 14, Flurstück: 407                                                               |                                                                                                 |         | 24901 DDB  |
| Bild gesucht BW                    |                                                                         | Krämerstraße 1 LageFlur: 14, Flurstück: 362/1; 545/362                                                           |                                                                                                 |         | 24903 DDB  |
| Bild gesucht BW                    |                                                                         | Krämerstraße 2 LageFlur: 16, Flurstück: 486/14                                                                   |                                                                                                 |         | 24904 DDB  |
| Bild gesucht BW                    |                                                                         | Krämerstraße 3 LageFlur: 14, Flurstück: 356/1                                                                    |                                                                                                 |         | 24905 DDB  |
| Gebäude rechts                     |                                                                         | Krämerstraße 4 LageFlur: 16, Flurstück: 488/18                                                                   |                                                                                                 |         | 24906 DDB  |
|                                    |                                                                         | Krämerstraße 5 LageFlur: 14, Flurstück: 355                                                                      |                                                                                                 |         | 24907 DDB  |
| Bild gesucht BW                    |                                                                         | Krämerstraße 7 LageFlur: 14, Flurstück: 354                                                                      |                                                                                                 |         | 24908 DDB  |
| Gebäude in Bildmitte               |                                                                         | Krämerstraße 12 LageFlur: 16, Flurstück: 28/1                                                                    |                                                                                                 |         | 24909 DDB  |
| Bild gesucht BW                    |                                                                         | Krämerstraße 13 LageFlur: 14, Flurstück: 351/2                                                                   |                                                                                                 |         | 24910 DDB  |
| Bild gesucht BW                    |                                                                         | Krämerstraße 14 LageFlur: 16, Flurstück: 29                                                                      |                                                                                                 |         | 24911 DDB  |
| Bild gesucht BW                    |                                                                         | Krämerstraße 15 LageFlur: 14, Flurstück: 350                                                                     |                                                                                                 |         | 24912 DDB  |
| Bild gesucht BW                    |                                                                         | Krämerstraße 17 LageFlur: 14, Flurstück: 349/1                                                                   |                                                                                                 |         | 24913 DDB  |
| Bild gesucht BW                    |                                                                         | Krämerstraße 18 LageFlur: 16, Flurstück: 34                                                                      |                                                                                                 |         | 24914 DDB  |
|                                    |                                                                         | Lahnstraße 1 LageFlur: 16, Flurstück: 59/2                                                                       |                                                                                                 |         | 24916 DDB  |
| weitere Bilder                     |                                                                         | Lahnstraße 3 LageFlur: 16, Flurstück: 60                                                                         |                                                                                                 |         | 24917 DDB  |
|                                    |                                                                         | Lahnstraße 4 LageFlur: 16, Flurstück: 35                                                                         |                                                                                                 |         | 24918 DDB  |
| Fachwerkhaus rechts                |                                                                         | Lahnstraße 5–7 LageFlur: 16, Flurstück: 64/1                                                                     |                                                                                                 |         | 24919 DDB  |
|                                    |                                                                         | Lahnstraße 9 LageFlur: 16, Flurstück: 332/65                                                                     |                                                                                                 |         | 24920 DDB  |
|                                    |                                                                         | Lahnstraße 11 LageFlur: 16, Flurstück: 333/78                                                                    |                                                                                                 |         | 24921 DDB  |
|                                    |                                                                         | Lahnstraße 13 LageFlur: 16, Flurstück: 87; 382/80                                                                |                                                                                                 |         | 24922 DDB  |
|                                    |                                                                         | Lahnstraße 16/18 LageFlur: 16, Flurstück: 22; 21                                                                 |                                                                                                 |         | 30037 DDB  |
|                                    |                                                                         | Lahnstraße 17/19 LageFlur: 16, Flurstück: 92; 93/2                                                               |                                                                                                 |         | 30038 DDB  |
|                                    |                                                                         | Lahnstraße 20 LageFlur: 16, Flurstück: 17                                                                        |                                                                                                 |         | 24925 DDB  |
|                                    |                                                                         | Lahnstraße 21 LageFlur: 16, Flurstück: 94                                                                        |                                                                                                 |         | 24926 DDB  |
|                                    |                                                                         | Lahnstraße 22 LageFlur: 16, Flurstück: 16                                                                        |                                                                                                 |         | 24927 DDB  |
|                                    |                                                                         | Lahnstraße 23 LageFlur: 16, Flurstück: 95                                                                        |                                                                                                 |         | 24928 DDB  |
|                                    |                                                                         | Lahnstraße 24 LageFlur: 16, Flurstück: 487/15                                                                    |                                                                                                 |         | 24930 DDB  |
|                                    |                                                                         | Lahnstraße 25 LageFlur: 16, Flurstück: 96                                                                        |                                                                                                 |         | 24931 DDB  |
|                                    |                                                                         | Lahnstraße 30 LageFlur: 16, Flurstück: 8                                                                         |                                                                                                 |         | 24932 DDB  |
|                                    |                                                                         | Lahnstraße 33 LageFlur: 16, Flurstück: 104                                                                       |                                                                                                 |         | 24933 DDB  |
| Wohnhaus mit Remise                | Wohnhaus mit Remise                                                     | Lahnstraße 35 LageFlur: 16, Flurstück: 106                                                                       |                                                                                                 |         | 24934 DDB  |
|                                    |                                                                         | Lahnstraße 36 LageFlur: 16, Flurstück: 4/1                                                                       |                                                                                                 |         | 24935 DDB  |
|                                    |                                                                         | Lahnstraße 37 LageFlur: 16, Flurstück: 495/105                                                                   |                                                                                                 |         | 24936 DDB  |
|                                    |                                                                         | Lahnstraße 39 LageFlur: 16, Flurstück: 105/1                                                                     |                                                                                                 |         | 24937 DDB  |
| Alte Lahnbrücke                    | Alte Lahnbrücke                                                         | Lahnstraße ohne Nummer LageFlur: 8, Flurstück:                                                                   |                                                                                                 |         | 24938 DDB  |
| Bild gesucht BW                    |                                                                         | Lottestraße 2 LageFlur: 14, Flurstück: 436/97                                                                    |                                                                                                 |         | 24957 DDB  |
| weitere Bilder                     |                                                                         | Lottestraße 3 LageFlur: 14, Flurstück: 100/1                                                                     |                                                                                                 |         | 24958 DDB  |
| weitere Bilder                     | Lottehaus                                                               | Lottestraße 8–10 LageFlur: 14, Flurstück: 86/1, 86/2, 86/3                                                       | Gebäudeensemble um den Lottehof (Lottehaus, Deutschordenshaus, Stadt- und Industriemuseum)      |         | 24960 DDB  |
| Bild gesucht BW                    |                                                                         | Ludwig-Erk-Platz 2 LageFlur: 16, Flurstück: 232/4                                                                |                                                                                                 |         | 24965 DDB  |
|                                    |                                                                         | Ludwig-Erk-Platz 3 LageFlur: 16, Flurstück: 233/5                                                                |                                                                                                 |         | 24966 DDB  |
|                                    |                                                                         | Ludwig-Erk-Platz 4 LageFlur: 16, Flurstück: 236/1                                                                |                                                                                                 |         | 24967 DDB  |
| weitere Bilder                     |                                                                         | Mühlgrabenstraße 6 LageFlur: 16, Flurstück: 478/121                                                              |                                                                                                 |         | 24982 DDB  |
|                                    |                                                                         | Nauborner Straße 10 LageFlur: 16, Flurstück: 269/2                                                               |                                                                                                 |         | 24995 DDB  |
|                                    |                                                                         | Nauborner Straße 12 LageFlur: 16, Flurstück: 270/1                                                               |                                                                                                 |         | 24996 DDB  |
| weitere Bilder                     |                                                                         | Nauborner Straße 25–27 LageFlur: 13, Flurstück: 740/78; 78/2                                                     |                                                                                                 |         | 30042 DDB  |
| weitere Bilder                     |                                                                         | Nauborner Straße 29 LageFlur: 13, Flurstück: 81/2                                                                |                                                                                                 |         | 24998 DDB  |
| Bild gesucht BW                    |                                                                         | Nauborner Straße 52–52a LageFlur: 18, Flurstück: 105/2; 106/7                                                    |                                                                                                 |         | 30044 DDB  |
|                                    |                                                                         | Nauborner Straße 70 LageFlur: 19, Flurstück: 5/8                                                                 |                                                                                                 |         | 25000 DDB  |
|                                    |                                                                         | Nauborner Straße 94–104 LageFlur: 19, Flurstück: 6/2                                                             |                                                                                                 |         | 25001 DDB  |
| Bild gesucht BW                    | Friedhofskapelle                                                        | Naunheimer Straße ohne Nummer LageFlur: 3, Flurstück: 167/3                                                      |                                                                                                 |         | 30049 DDB  |
| weitere Bilder                     |                                                                         | Obertorstraße 1 LageFlur: 13, Flurstück: 359/3                                                                   |                                                                                                 |         | 25203 DDB  |
| weitere Bilder                     | Ehemaliges Zollhaus                                                     | Obertorstraße 2 LageFlur: 14, Flurstück: 23/11                                                                   |                                                                                                 |         | 25204 DDB  |
|                                    |                                                                         | Obertorstraße 4 LageFlur: 14, Flurstück: 24/1                                                                    |                                                                                                 |         | 25205 DDB  |
| weitere Bilder                     |                                                                         | Obertorstraße 12 LageFlur: 14, Flurstück: 42/3                                                                   |                                                                                                 |         | 25020 DDB  |
|                                    |                                                                         | Obertorstraße 14/16 LageFlur: 14, Flurstück: 540/50                                                              |                                                                                                 |         | 25021 DDB  |
| weitere Bilder                     |                                                                         | Obertorstraße 18 LageFlur: 14, Flurstück: 52                                                                     |                                                                                                 |         | 25022 DDB  |
|                                    |                                                                         | Obertorstraße 20 LageFlur: 14, Flurstück: 53/7                                                                   |                                                                                                 |         | 25023 DDB  |
| weitere Bilder                     |                                                                         | Obertorstraße 21 LageFlur: 14, Flurstück: 145/11                                                                 |                                                                                                 |         | 25024 DDB  |
| weitere Bilder                     |                                                                         | Obertorstraße 22 LageFlur: 14, Flurstück: 518/81                                                                 |                                                                                                 |         | 25025 DDB  |
|                                    |                                                                         | Obertorstraße 25 LageFlur: 14, Flurstück: 142/1                                                                  |                                                                                                 |         | 25026 DDB  |
|                                    |                                                                         | Obertorstraße 26 LageFlur: 14, Flurstück: 84                                                                     |                                                                                                 |         | 25027 DDB  |
| weitere Bilder                     |                                                                         | Obertorstraße 28 LageFlur: 14, Flurstück: 85                                                                     |                                                                                                 |         | 25028 DDB  |
| weitere Bilder                     |                                                                         | Pariser Gasse 12 LageFlur: 14, Flurstück: 31                                                                     |                                                                                                 |         | 25030 DDB  |
| Bild gesucht BW                    |                                                                         | Pariser Gasse 14/16 LageFlur: 14, Flurstück: 577/33                                                              |                                                                                                 |         | 30046 DDB  |
| weitere Bilder                     |                                                                         | Pariser Gasse 20 LageFlur: 14, Flurstück: 19/3                                                                   |                                                                                                 |         | 25032 DDB  |
| weitere Bilder                     |                                                                         | Pariser Gasse 22 LageFlur: 14, Flurstück: 18/6                                                                   |                                                                                                 |         | 25033 DDB  |
| weitere Bilder                     |                                                                         | Pariser Gasse 24 LageFlur: 14, Flurstück: 16/1                                                                   |                                                                                                 |         | 25034 DDB  |
| Bild gesucht BW                    |                                                                         | Pariser Gasse 26 LageFlur: 14, Flurstück: 14/1                                                                   |                                                                                                 |         | 25035 DDB  |
| weitere Bilder                     |                                                                         | Pariser Gasse 28 LageFlur: 14, Flurstück: 12/1                                                                   |                                                                                                 |         | 25036 DDB  |
| weitere Bilder                     |                                                                         | Pariser Gasse 30 LageFlur: 14, Flurstück: 12/6                                                                   |                                                                                                 |         | 25037 DDB  |
|                                    |                                                                         | Pfaffengasse 2 LageFlur: 14, Flurstück: 105/2                                                                    |                                                                                                 |         | 25040 DDB  |
| weitere Bilder                     |                                                                         | Pfaffengasse 6 LageFlur: 14, Flurstück: 101/1                                                                    |                                                                                                 |         | 25041 DDB  |
| weitere Bilder                     |                                                                         | Pfannenstielsgasse 3 LageFlur: 16, Flurstück: 149/1; 149/2                                                       |                                                                                                 |         | 25044 DDB  |
| weitere Bilder                     |                                                                         | Pfannenstielsgasse 5 LageFlur: 16, Flurstück: 150                                                                |                                                                                                 |         | 25045 DDB  |
|                                    |                                                                         | Pfannenstielsgasse 7 LageFlur: 16, Flurstück: 554/152                                                            |                                                                                                 |         | 25046 DDB  |
|                                    |                                                                         | Rahmengasse 9 LageFlur: 16, Flurstück: 153                                                                       |                                                                                                 |         | 25063 DDB  |
| weitere Bilder                     |                                                                         | Rosengasse 1 LageFlur: 14, Flurstück: 212                                                                        |                                                                                                 |         | 25072 DDB  |
| weitere Bilder                     |                                                                         | Rosengasse 3 LageFlur: 14, Flurstück: 213                                                                        |                                                                                                 |         | 25073 DDB  |
|                                    |                                                                         | Rosengasse 5 LageFlur: 14, Flurstück: 214/2                                                                      |                                                                                                 |         | 25074 DDB  |
| weitere Bilder                     |                                                                         | Rosengasse 6 LageFlur: 14, Flurstück: 220/1                                                                      |                                                                                                 |         | 25081 DDB  |
| weitere Bilder                     |                                                                         | Rosengasse 8 LageFlur: 14, Flurstück: 203/2                                                                      |                                                                                                 |         | 25076 DDB  |
| weitere Bilder                     |                                                                         | Rosengasse 9 LageFlur: 14, Flurstück: 216                                                                        |                                                                                                 |         | 25082 DDB  |
| weitere Bilder                     |                                                                         | Rosengasse 11 LageFlur: 14, Flurstück: 204                                                                       |                                                                                                 |         | 25078 DDB  |
| weitere Bilder                     | Reichskammergerichtsmuseum                                              | Rosengasse 16 LageFlur: 14, Flurstück: 196                                                                       | siehe auch Hofstatt 19                                                                          |         | 24848 DDB  |
| weitere Bilder                     |                                                                         | Sandgasse 2 LageFlur: 14, Flurstück: 235/3                                                                       |                                                                                                 |         | 25083 DDB  |
| weitere Bilder                     |                                                                         | Sandgasse 4 LageFlur: 14, Flurstück: 227/1                                                                       |                                                                                                 |         | 25084 DDB  |
| weitere Bilder                     |                                                                         | Sandgasse 6 LageFlur: 14, Flurstück: 223/27                                                                      |                                                                                                 |         | 25085 DDB  |
|                                    |                                                                         | Sandgasse 8 LageFlur: 14, Flurstück: 222/1                                                                       |                                                                                                 |         | 25086 DDB  |
| weitere Bilder                     |                                                                         | Sandgasse 12 LageFlur: 14, Flurstück: 212                                                                        | siehe auch Rosengasse 1                                                                         |         | 25072 DDB  |
| weitere Bilder                     |                                                                         | Scheunengasse 2 LageFlur: 14, Flurstück: 205/2                                                                   |                                                                                                 |         | 25090 DDB  |
|                                    |                                                                         | Scheunengasse 4 LageFlur: 14, Flurstück: 206                                                                     |                                                                                                 |         | 25091 DDB  |
|                                    |                                                                         | Schillerplatz 1 LageFlur: 16, Flurstück: 201                                                                     |                                                                                                 |         | 25093 DDB  |
| weitere Bilder                     |                                                                         | Schillerplatz 2 LageFlur: 16, Flurstück: 209/1                                                                   |                                                                                                 |         | 25094 DDB  |
| weitere Bilder                     |                                                                         | Schillerplatz 3 LageFlur: 16, Flurstück: 210/1                                                                   |                                                                                                 |         | 25095 DDB  |
| weitere Bilder                     |                                                                         | Schillerplatz 4 LageFlur: 16, Flurstück: 208/1                                                                   |                                                                                                 |         | 25096 DDB  |
| weitere Bilder                     | Jerusalemhaus                                                           | Schillerplatz 5 LageFlur: 16, Flurstück: 212/4                                                                   |                                                                                                 |         | 25097 DDB  |
| weitere Bilder                     |                                                                         | Schillerplatz 6 LageFlur: 16, Flurstück: 216/4                                                                   |                                                                                                 |         | 25098 DDB  |
| weitere Bilder                     | Franziskanerkirche                                                      | Schillerplatz 8 LageFlur: 16, Flurstück: 239/2; 238/1                                                            |                                                                                                 |         | 25100 DDB  |
| weitere Bilder                     |                                                                         | Schillerplatz 10 LageFlur: 16, Flurstück: 379/253                                                                |                                                                                                 |         | 25101 DDB  |
| weitere Bilder                     |                                                                         | Schillerplatz 12 LageFlur: 16, Flurstück: 193/1                                                                  |                                                                                                 |         | 25102 DDB  |
|                                    |                                                                         | Schillerplatz 13a/b LageFlur: 16, Flurstück: 520/190                                                             |                                                                                                 |         | 25103 DDB  |
| alte Kastanie                      | alte Kastanie                                                           | Schillerplatz ohne Nummer LageFlur: 16, Flurstück: 200/1                                                         |                                                                                                 |         | 25104 DDB  |
| weitere Bilder                     |                                                                         | Schmiedgasse 1 LageFlur: 14, Flurstück: 126/1                                                                    |                                                                                                 |         | 25107 DDB  |
| weitere Bilder                     |                                                                         | Schmiedgasse 2 LageFlur: 14, Flurstück: 92                                                                       |                                                                                                 |         | 25108 DDB  |
|                                    |                                                                         | Schmiedgasse 3 LageFlur: 14, Flurstück: 121/2                                                                    |                                                                                                 |         | 25109 DDB  |
| weitere Bilder                     |                                                                         | Schmiedgasse 6 LageFlur: 14, Flurstück: 94                                                                       |                                                                                                 |         | 25110 DDB  |
| weitere Bilder                     |                                                                         | Schmiedgasse 7 LageFlur: 14, Flurstück: 119/1                                                                    |                                                                                                 |         | 25111 DDB  |
|                                    |                                                                         | Schmiedgasse 8 LageFlur: 14, Flurstück: 96                                                                       |                                                                                                 |         | 25112 DDB  |
| weitere Bilder                     |                                                                         | Schmiedgasse 9 LageFlur: 14, Flurstück: 116/1                                                                    |                                                                                                 |         | 25113 DDB  |
| weitere Bilder                     |                                                                         | Schmiedgasse 10 LageFlur: 14, Flurstück: 103                                                                     |                                                                                                 |         | 25114 DDB  |
| weitere Bilder                     |                                                                         | Schmiedgasse 11 LageFlur: 14, Flurstück: 115                                                                     |                                                                                                 |         | 25115 DDB  |
| weitere Bilder                     |                                                                         | Schmiedgasse 12 LageFlur: 14, Flurstück: 617/104                                                                 |                                                                                                 |         | 25116 DDB  |
| weitere Bilder                     |                                                                         | Schmiedgasse 13 LageFlur: 14, Flurstück: 114/1                                                                   |                                                                                                 |         | 25117 DDB  |
| weitere Bilder                     |                                                                         | Schmiedgasse 14 LageFlur: 14, Flurstück: 108                                                                     |                                                                                                 |         | 25118 DDB  |
| weitere Bilder                     |                                                                         | Schmiedgasse 15 LageFlur: 14, Flurstück: 113/1                                                                   |                                                                                                 |         | 25119 DDB  |
|                                    |                                                                         | Schmiedgasse 17 LageFlur: 14, Flurstück: 112/1                                                                   |                                                                                                 |         | 25120 DDB  |
| weitere Bilder                     |                                                                         | Schmiedgasse 19 LageFlur: 14, Flurstück: 110/1                                                                   |                                                                                                 |         | 25121 DDB  |
| weitere Bilder                     |                                                                         | Schuhgasse 9 LageFlur: 14, Flurstück: 247                                                                        |                                                                                                 |         | 25123 DDB  |
|                                    |                                                                         | Schuhgasse 11 LageFlur: 14, Flurstück: 246                                                                       |                                                                                                 |         | 25124 DDB  |
| weitere Bilder                     |                                                                         | Schuhgasse 13 LageFlur: 14, Flurstück: 245                                                                       |                                                                                                 |         | 25125 DDB  |
|                                    |                                                                         | Schwarzadlergasse 2 LageFlur: 15, Flurstück: 96/28                                                               |                                                                                                 |         | 25132 DDB  |
| Bild gesucht BW                    |                                                                         | Schwarzadlergasse 3 LageFlur: 15, Flurstück: 29                                                                  |                                                                                                 |         | 25133 DDB  |
|                                    |                                                                         | Schwarzadlergasse 4 LageFlur: 15, Flurstück: 30                                                                  |                                                                                                 |         | 25134 DDB  |
| weitere Bilder                     |                                                                         | Silhöfer Straße 3 LageFlur: 14, Flurstück: 234                                                                   |                                                                                                 |         | 25136 DDB  |
| weitere Bilder                     |                                                                         | Silhöfer Straße 4 LageFlur: 16, Flurstück: 43/1                                                                  |                                                                                                 |         | 25137 DDB  |
| weitere Bilder                     |                                                                         | Silhöfer Straße 6 LageFlur: 16, Flurstück: 44/1                                                                  |                                                                                                 |         | 25138 DDB  |
| weitere Bilder                     |                                                                         | Silhöfer Straße 7 LageFlur: 14, Flurstück: 232/1                                                                 |                                                                                                 |         | 25139 DDB  |
|                                    |                                                                         | Silhöfer Straße 8 LageFlur: 16, Flurstück: 45                                                                    |                                                                                                 |         | 25140 DDB  |
|                                    |                                                                         | Silhöfer Straße 10 LageFlur: 16, Flurstück: 47                                                                   |                                                                                                 |         | 25141 DDB  |
| weitere Bilder                     |                                                                         | Silhöfer Straße 11 LageFlur: 14, Flurstück: 231                                                                  |                                                                                                 |         | 25142 DDB  |
| weitere Bilder                     |                                                                         | Silhöfer Straße 13 LageFlur: 16, Flurstück: 221                                                                  |                                                                                                 |         | 25143 DDB  |
| weitere Bilder                     |                                                                         | Silhöfer Straße 14 LageFlur: 16, Flurstück: 51/1                                                                 |                                                                                                 |         | 25144 DDB  |
| weitere Bilder                     | Hauptportal                                                             | Silhöfer Straße 15/19 LageFlur: 16, Flurstück: 220 / 4; 220 / 8                                                  |                                                                                                 |         | 30048 DDB  |
|                                    |                                                                         | Silhöfer Straße 16 LageFlur: 16, Flurstück: 52/1                                                                 |                                                                                                 |         | 25146 DDB  |
| weitere Bilder                     |                                                                         | Silhöfer Straße 18 LageFlur: 16, Flurstück: 53/1                                                                 |                                                                                                 |         | 25147 DDB  |
|                                    |                                                                         | Silhöfer Straße 20 LageFlur: 16, Flurstück: 54/2                                                                 |                                                                                                 |         | 25148 DDB  |
| weitere Bilder                     |                                                                         | Silhöfer Straße 22 LageFlur: 16, Flurstück: 138/2                                                                |                                                                                                 |         | 25149 DDB  |
| weitere Bilder                     |                                                                         | Silhöfer Straße 23 LageFlur: 16, Flurstück: 206/4                                                                |                                                                                                 |         | 25150 DDB  |
| weitere Bilder                     |                                                                         | Silhöfer Straße 24 LageFlur: 16, Flurstück: 506/139                                                              |                                                                                                 |         | 25151 DDB  |
|                                    |                                                                         | Silhöfer Straße 26 LageFlur: 16, Flurstück: 139/1                                                                |                                                                                                 |         | 25152 DDB  |
| weitere Bilder                     |                                                                         | Silhöfer Straße 30 LageFlur: 16, Flurstück: 142/1                                                                |                                                                                                 |         | 25153 DDB  |
| weitere Bilder                     |                                                                         | Silhöfer Straße 34 LageFlur: 16, Flurstück: 403/144                                                              |                                                                                                 |         | 25154 DDB  |
|                                    |                                                                         | Silhöfertorstraße 1 LageFlur: 16, Flurstück: 255/1                                                               |                                                                                                 |         | 25156 DDB  |
|                                    |                                                                         | Silhöfertorstraße 10 LageFlur: 16, Flurstück: 187 (zugleich Hinter der Stadtmauer 10)                            |                                                                                                 |         | 25157 DDB  |
|                                    |                                                                         | Silhöfertorstraße 14 LageFlur: 16, Flurstück: 185                                                                |                                                                                                 |         | 25158 DDB  |
|                                    |                                                                         | Silhöfertorstraße 18 LageFlur: 16, Flurstück: 183/5                                                              |                                                                                                 |         | 25159 DDB  |
|                                    |                                                                         | Steighausplatz 25 LageFlur: 16, Flurstück: 170/2                                                                 |                                                                                                 |         | 25165 DDB  |
| weitere Bilder                     |                                                                         | Turmstraße 5 LageFlur: 13, Flurstück: 5/17                                                                       |                                                                                                 |         | 25174 DDB  |
| weitere Bilder                     |                                                                         | Turmstraße 12 LageFlur: 14, Flurstück: 164                                                                       |                                                                                                 |         | 25175 DDB  |
| weitere Bilder                     | Säuturm                                                                 | Turmstraße 14 LageFlur: 14, Flurstück: 163                                                                       |                                                                                                 |         | 25176 DDB  |
|                                    |                                                                         | Turmstraße 16 LageFlur: 13, Flurstück: 10/6                                                                      |                                                                                                 |         | 25177 DDB  |
|                                    |                                                                         | Weißadlergasse 3 LageFlur: 16, Flurstück: 1/3                                                                    |                                                                                                 |         | 25184 DDB  |
| Bild gesucht BW                    |                                                                         | Weißadlergasse 4 LageFlur: 15, Flurstück: 32                                                                     |                                                                                                 |         | 25185 DDB  |
|                                    |                                                                         | Weißadlergasse 5/7 LageFlur: 8, Flurstück: 21/1; 20/1                                                            |                                                                                                 |         | 29884 DDB  |
| Bild gesucht BW                    |                                                                         | Weißadlergasse 8 LageFlur: 15, Flurstück: 98/34                                                                  |                                                                                                 |         | 25187 DDB  |
|                                    |                                                                         | Weißadlergasse 9 LageFlur: 8, Flurstück: 80/18                                                                   |                                                                                                 |         | 25188 DDB  |
| Bild gesucht BW                    |                                                                         | Weißadlergasse 10 LageFlur: 15, Flurstück: 35                                                                    |                                                                                                 |         | 25189 DDB  |
| weitere Bilder                     |                                                                         | Weißadlergasse 11 LageFlur: 8, Flurstück: 76/17, 78/25                                                           |                                                                                                 |         | 24801 DDB  |
|                                    |                                                                         | Weißadlergasse 12 LageFlur: 15, Flurstück: 38/2                                                                  |                                                                                                 |         | 25190 DDB  |
|                                    |                                                                         | Zuckergasse 8 LageFlur: 16, Flurstück: 213/1                                                                     |                                                                                                 |         | 25199 DDB  |